# Uranothauma nubifer
The Black Heart (Uranothauma nubifer) là một loài bướm ngày thuộc họ Bướm xanh. Nó được tìm thấy ở Ethiopia to Nam Phi. Nó cũng được tìm thấy ở miền đông Zaire.
Sải cánh dài 22–26 mm đối với con đực và 24–28 mm đối với con cái. Con trưởng thành bay quanh năm, nhiều nhất vào từ tháng 11 đến tháng 2
Ấu trùng ăn Acacia species, bao gồm Acacia karroo.

## Phụ loài
- Uranothauma nubifer nubifer
- Uranothauma nubifer distinctesignatus (Strand, 1911)